# Nephrodium velutinum
Nephrodium velutinum là một loài dương xỉ trong họ Dryopteridaceae. Loài này được Hook.f. mô tả khoa học đầu tiên năm 1854.
Danh pháp khoa học của loài này chưa được làm sáng tỏ. 